# ミヤマゼンゴ
ミヤマゼンゴ（深山前胡、学名: Coelopleurum multisectum）は、セリ科エゾノシシウド属の多年草。高山植物。別名、ミヤマゼンコともいう。

## 特徴
根茎は径1cmになり、垂直に伸びる。茎は直立し、中空でやや太く、上部で分枝して、高さは40-60cmになる。茎に縦稜が多数あり、上部では微毛が密生する。茎につく葉は1-3個あり、2-5回3出羽状複葉で、小葉の終裂片は小さく、小葉は長卵形から卵形で、長さ1-3cm、幅-20mm、先は鋭くとがり、縁に鋸歯があり、毛は生えない。葉柄の下部または全部が葉鞘となって袋状にふくらみ、ときに赤みをおびる。
花期は7-8月。枝先に径8-15cmの複散形花序をつけ、白色の花を多数密につける。萼歯片は不明瞭。花の径は2.5-3mm、花弁は5個で、先はとがり内側に曲がる。複散形花序の下の総苞片は無いかときに1-2個あり、花柄は30-40個あり、長さ2-5cm、多くの稜があり、細毛が密生する。小花序の下の小総苞片は5-12個あり、線形から披針状長楕円形で、長さ2-10mm、幅0.3-1mm、ふつう単純であるがまれに羽状に分裂する。小花柄は30個ほどあり、長さ2-6mm、ほとんど無毛。雄蕊は5個あり、花柱は2個ある。果実は長さ4.5-5mmの楕円形、2個の分果からなり、分果に3個の背隆条があり、コルク質になって太く隆起し、無毛。油管は分果の表面側の各背溝下に各1個、分果が接しあう合生面に2個ある。染色体数は未算定。

## 分布と生育環境
日本固有種。本州の中部地方に分布し、亜高山帯から高山帯の砂礫地や草地に生育する。タイプ標本の採集地は、富士山、白山、御嶽山。

## 名前の由来
和名ミヤマゼンゴは、「深山前胡」の意で、深山に生える前胡の意味。「みやまぜんご」は牧野富太郎 (1907) による命名である。漢名の「zh:前胡」は、セリ科カワラボウフウ属 Peucedanum のこと。
種小名（種形容語）multisectum は、「多くの切れこみのある」「多数に全裂した」の意味。

## 種の保全状況評価
国（環境省）のレッドデータブック、レッドリストでの選定はない。都道府県のレッドデータ、レッドリストの選定状況は次の通り。石川県-準絶滅危惧(NT)。

## ギャラリー

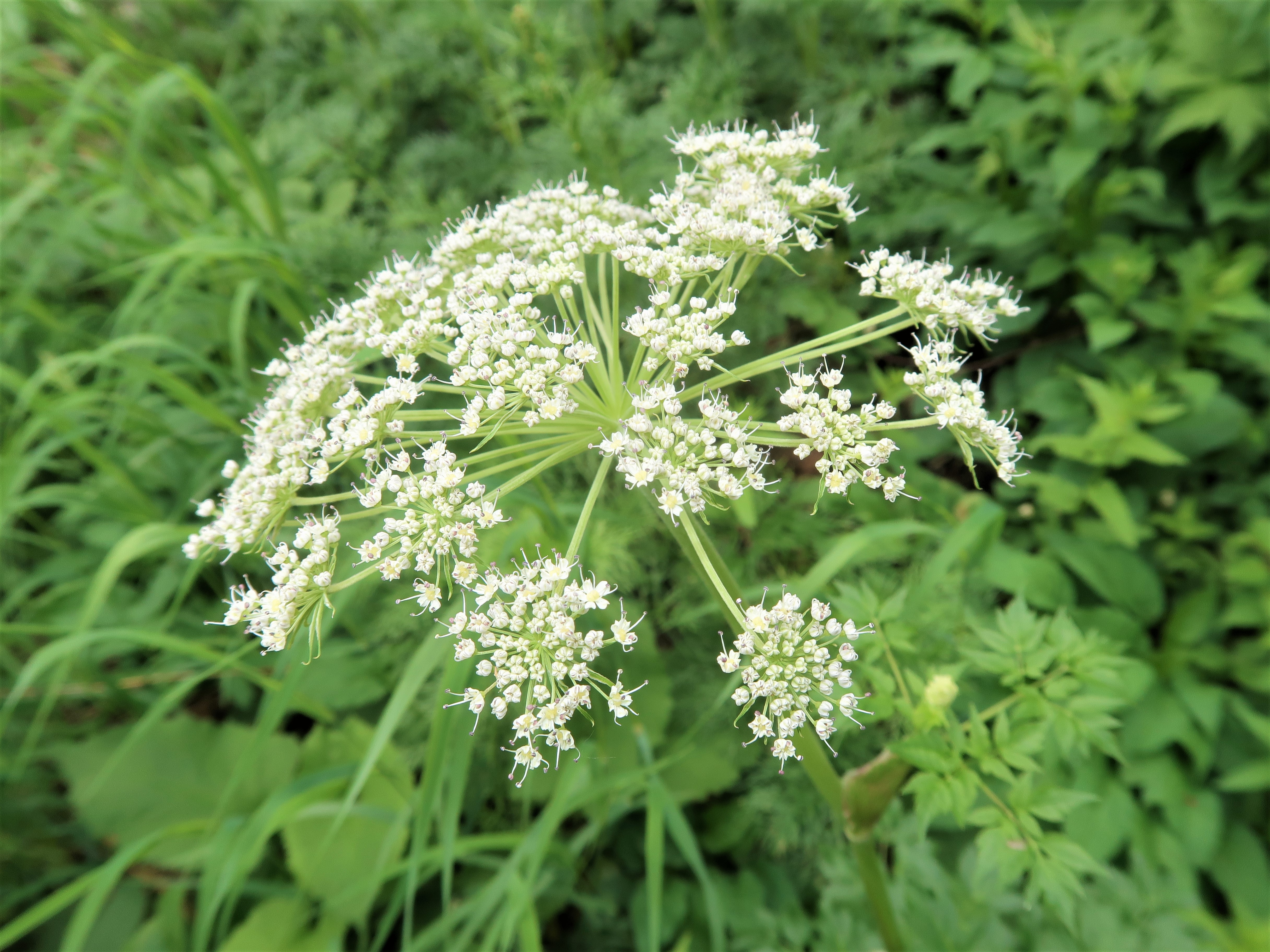
枝先に複散形花序をつけ、白色の花を多数密につける。小花序の下の小総苞片は5-12個あり、線形から披針状長楕円形で、ふつう単純であるがまれに羽状に分裂する。
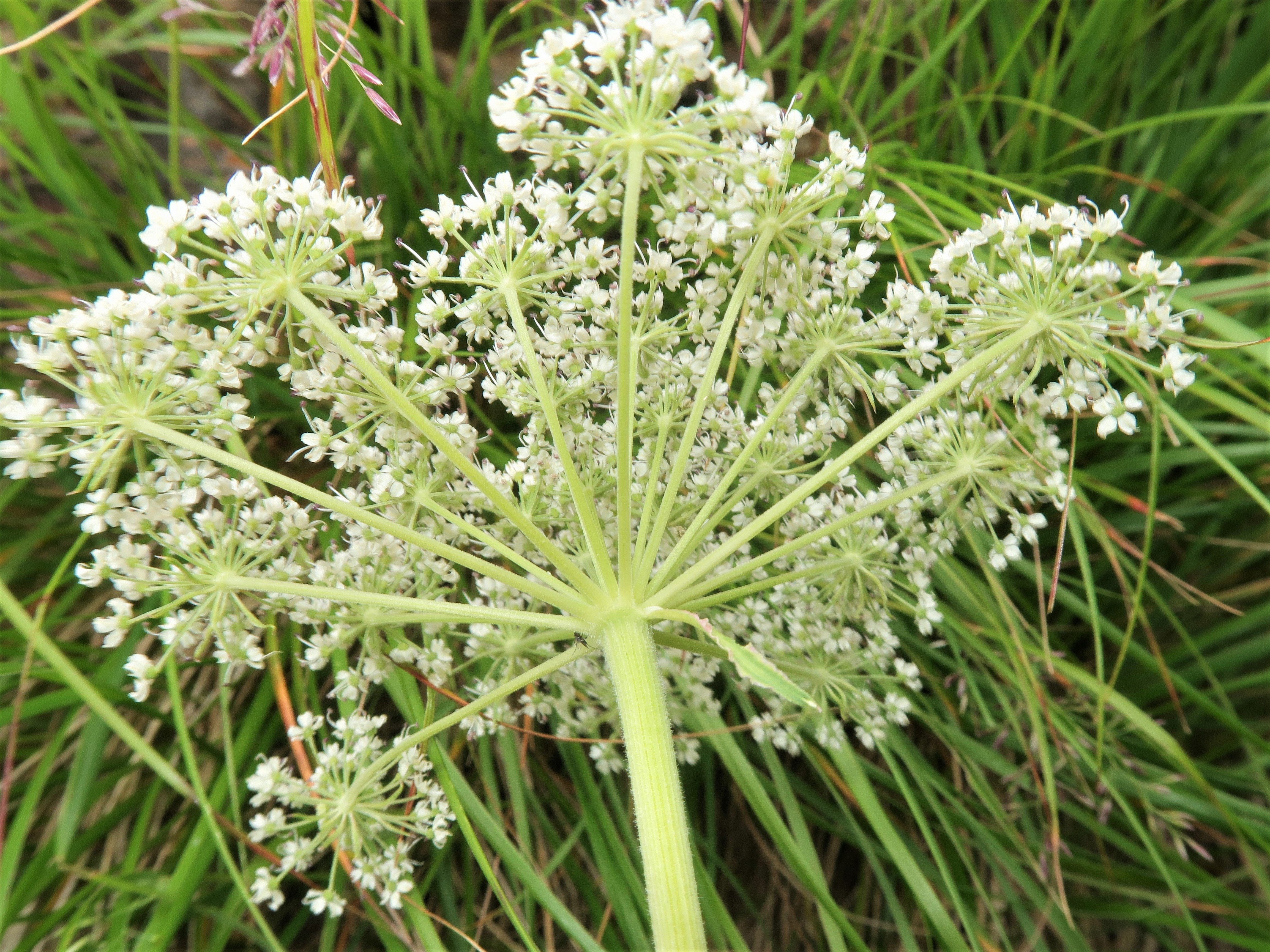
茎に縦稜が多数あり、上部では微毛が密生する。複散形花序の下の総苞片は無いか、ときに写真のように1-2個ある。
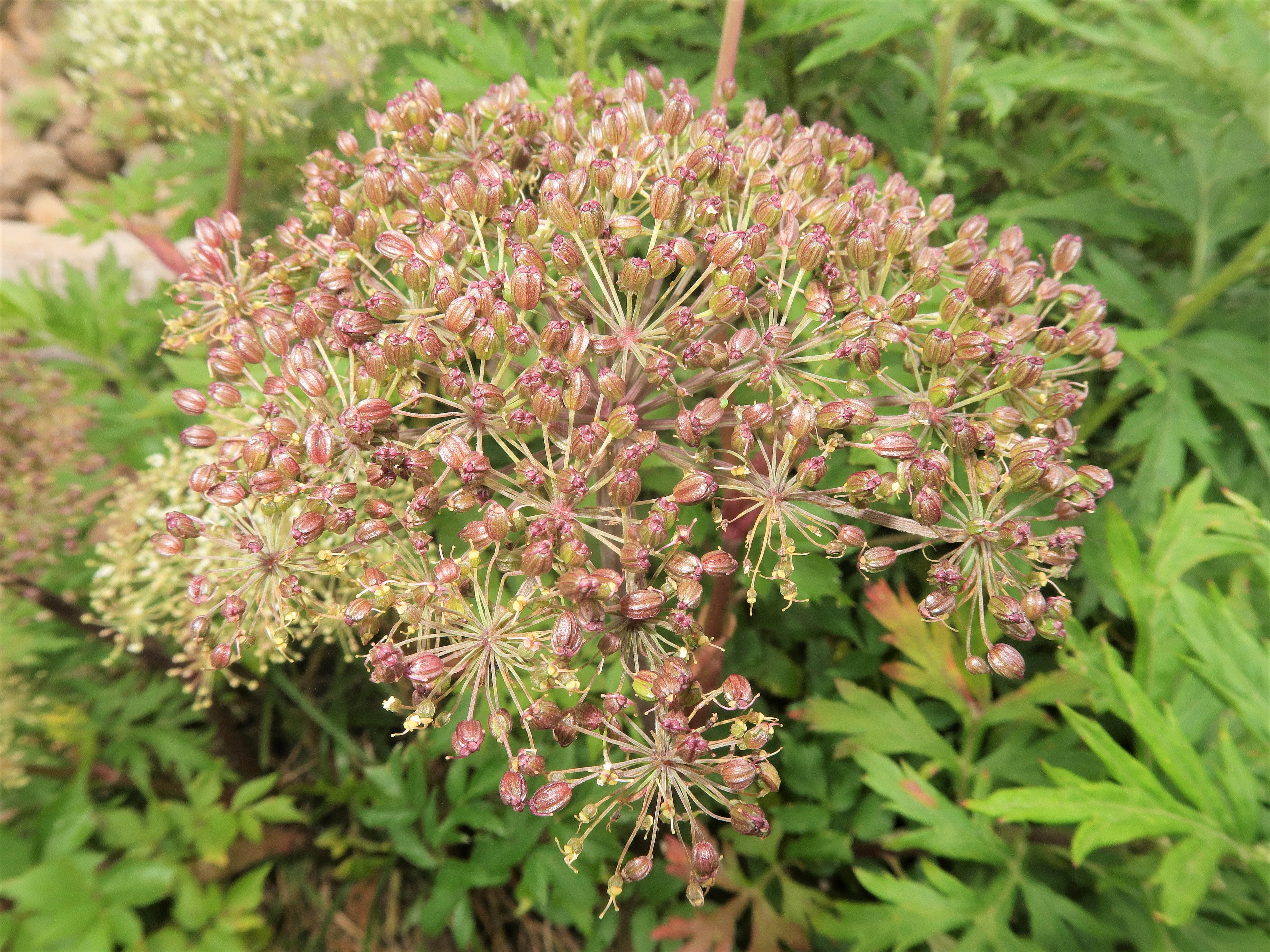
若い果実。果実は楕円形、2個の分果からなり、分果に3個の背隆条があり、太く隆起し、毛はない。
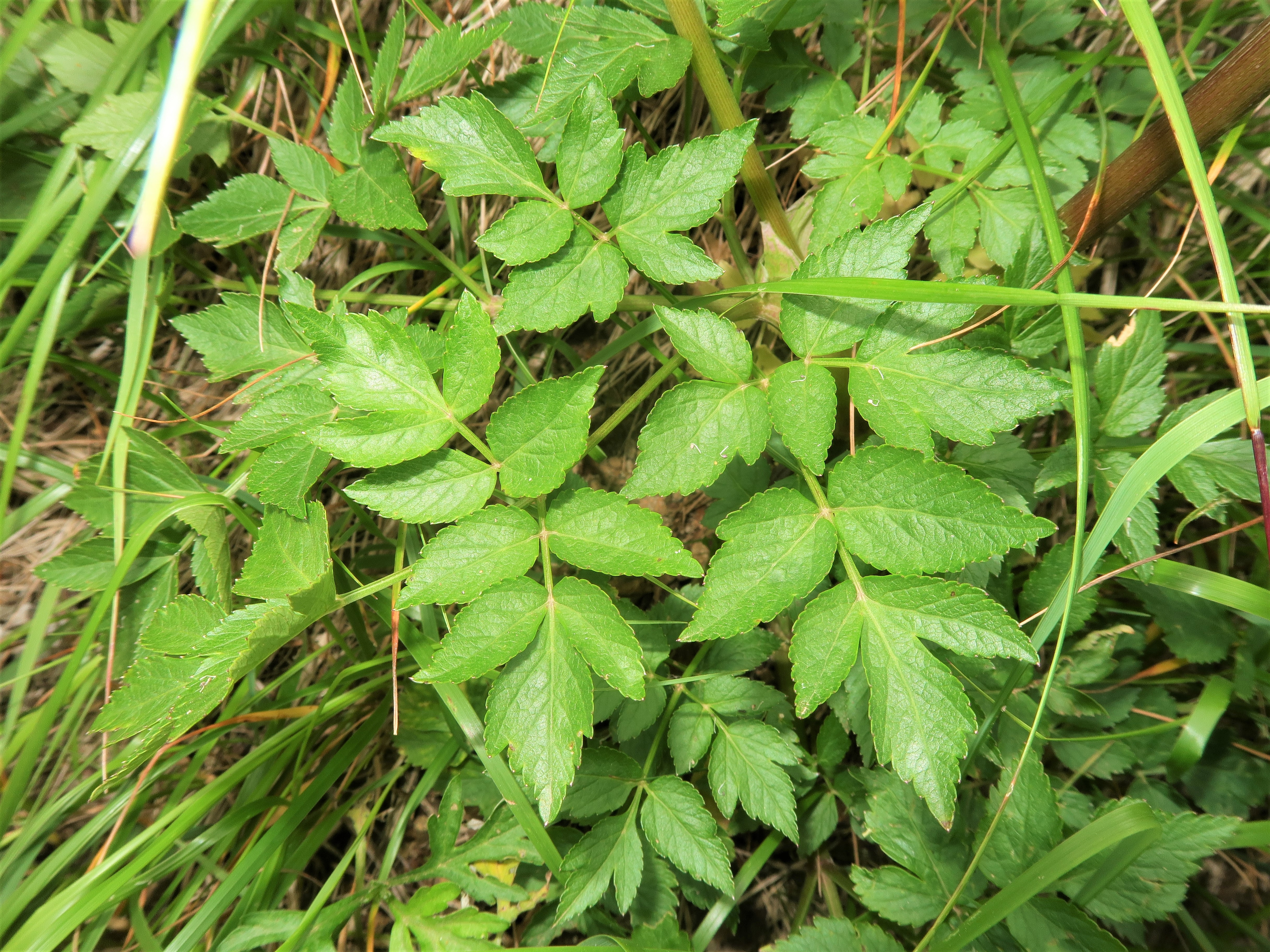
葉は2-5回3出羽状複葉で、小葉の終裂片は小さく、小葉は長卵形から卵形で、先は鋭くとがり、縁に鋸歯があり、毛は生えない。
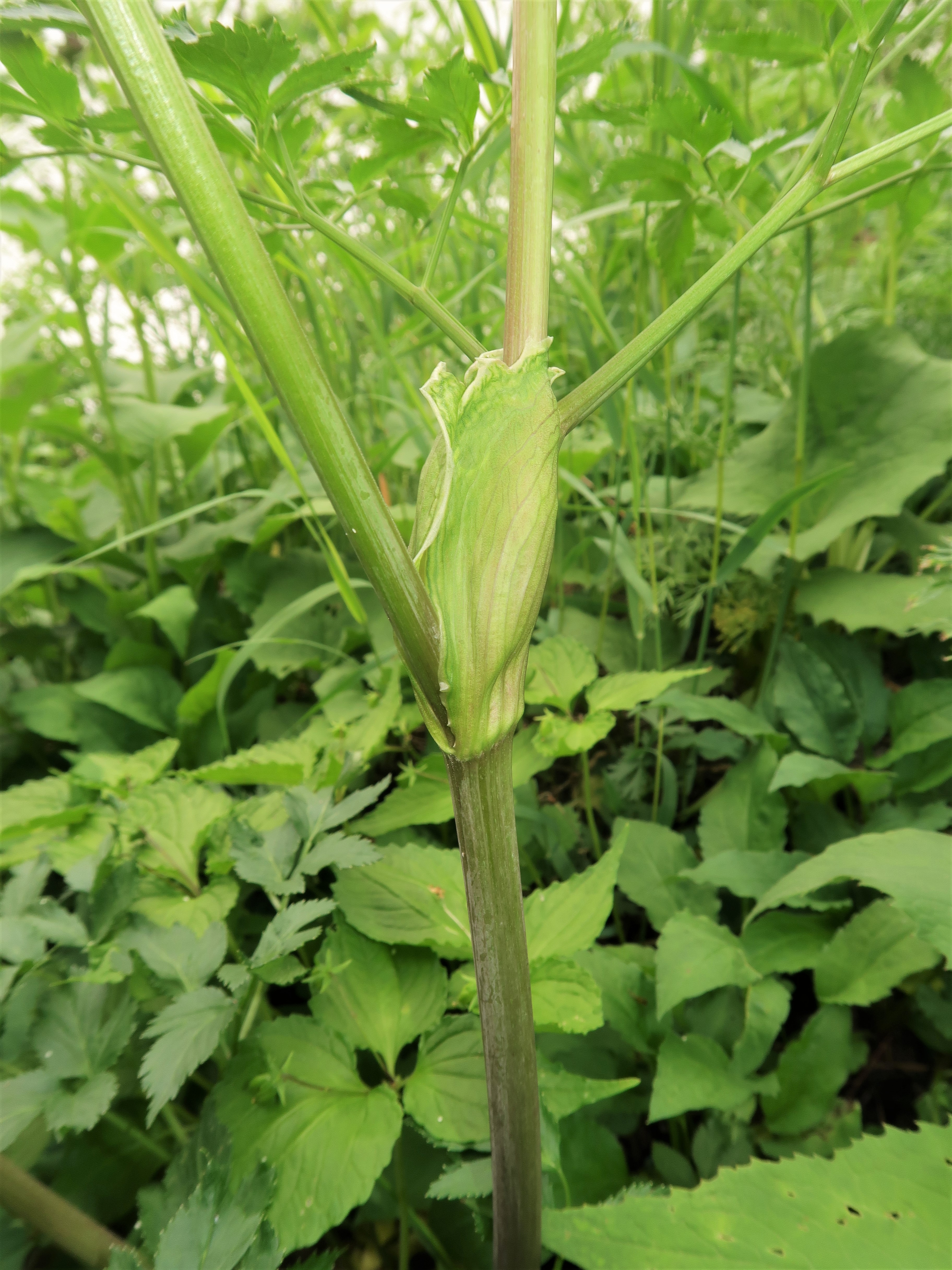
葉柄の下部または全部が葉鞘となって袋状にふくらみ、ときに赤みをおびる。

## 分類
本種と同属のものに、エゾノシシウド Coelopleurum gmelinii (DC.) Ledeb. (1844)がある。茎は高さ1-1.5mになり、葉は1-2回羽状複葉、小葉に重鋸歯がある。葉柄の下部または全部が袋状にふくらむ。果実は長楕円形の分果になり、油管は多数ある。日本では東北地方、北海道に分布し、海岸に生育する。
また、同属に、エゾヤマゼンゴ C. rupestre (Koidz.) T.Yamaz. (1994)がある。茎は高さ30-60cmになり、葉は1-2回羽状複葉、葉の表面にしわが多い。葉柄の中部以下が袋状にふくらむ。葉の裏面脈状に毛が生え、果実は楕円形の分果になり、短毛が生える。北海道に分布する。それに対し、本種の葉には毛が生えず、分果にも毛がない。本州の中部地方に分布する。なお、YListではエゾヤマゼンゴをエゾノシシウド属の独立種としているが、同種をエゾノシシウドの変種または本種の変種 var. trichocarpumもしくは品種 f. trichocarpumとする見解もある。
さらに、茎や葉に短い軟毛が多く、北海道に分布するものを、ウスゲミヤマゼンゴ C. multisectum (Maxim.) Kitag. f. epichnoum Kitag. (1967)と区分することがある。